# Adam Krikorian
Pour les articles homonymes, voir Krikorian.
Adam Krikorian est un entraîneur américain de water-polo né le 22 juillet 1974. Il a conduit l'équipe féminine des États-Unis à la victoire finale lors de quatre championnats du monde (2009, 2015, 2017 et 2019), trois Jeux olympiques (2012, 2016 et 2020), trois Jeux panaméricains (2011, 2015 et 2019) et sept Ligues mondiales (2014, 2015, 2016, 2017, 2018, 2019 et 2021).